# Makerspace
Makerspace (česky otevřená dílna) je místo, kde se lidé scházejí za účelem vyrábění výrobků a sdílení myšlenek či nápadů. V makerspace je kladen důraz na kolaborativní prostředí, které umožňuje sdílet své nápady s lidmi se stejnými zájmy . Makerspace je také prostorem pro sebeřízené a praktické učení .
Prostory makerspace jsou vhodné pro osvojení klíčových dovedností pro 21. století v oblasti vědy, technologií, inženýrství a matematiky (science, technology, engineering, and mathematics, STEM) . Makerspace může zahrnovat širokou škálu aktivit od robotiky až po háčkování .

## Technologie a vybavení
Zaměření je ovlivněno komunitou navštěvující a provozující makerspace. Makerspace může být zaměřen technologicky, kreativně nebo hudebně. Zaměření se mění i v průběhu provozu podle poptávky .
Každý makerspace je trochu odlišný a obsahuje rozdílné technologie, např.:
- 3D tiskárny,
- řezací plotry,
- šicí stroje,
- robotika a stavba robotů,
- stroje pro práci se dřevem,
- pájky [3].

Makerspace však může fungovat i bez výše zmíněných technologií. Výše zmíněné technologie mohou být finančně nákladné a provozovatel na ně nemusí mít prostředky. Nedostatek finančně nákladného vybavení nemusí bránit vytvoření Makerspace. Makerspace by měl především vytvářet komunitu, která chce společně tvořit. Toho lze docílit i se základními výtvarnými potřebami. V prostorách makerspace však lze nabízet i workshopy, na které si lidé mohou donést vlastní materiál .

## Historie
V historickém kontextu je zřetelné, proč je prostředí makerspace tak různorodé. Pramení to z rozsáhlého rozvoje, avšak přesný rozvoj makerspace je těžké určit, lze však pozorovat tři základní fáze . Tyto fáze jsou ovlivněny společenským a později technologickým vývojem.
1. Počáteční fáze (1870–1980) = první komunity a knihovny začaly podporovat tvůrčí aktivity.
2. Přechodné období (1980–2011) = v roce 2005 vyšlo první číslo časopisu MAKE, který shromažďuje návody na kreativní projekty krok za krokem. V roce 2006 vznikl festival Maker Faire. Festival se rozšířil po celém USA, ale i do Evropy, Asie a Austrálie. Festivaly probíhají dodnes po celém světě. V ČR se každoročně konají v 11 městech [5].
3. Období rozkvětu (2011–současnost) = v roce 2011 vytvořila makerspace první veřejná knihovna v USA, a to Fayetteville Free Library in New York State. Zájem o makerspace se rozšiřuje do dalších knihoven a univerzit. Dnes jsou makerspace běžnou součástí knihoven a škol po celém světě [4].

## Typy Makerspace
Nejčastěji jsou makerspace provozovány knihovnami, není to však podmínka. Makerspace může dobře fungovat v každém druhu knihovny. Vždy záleží na lokalitě a zájmu návštěvníků dané knihovny. I přesto, že makerspace jsou nejčastěji viděny ve veřejných a univerzitních knihovnách, neznamená to, že je nelze provozovat i za rozdílných podmínek . Mezi další časté možnosti se řadí mobilní a členské makerspace.

### Veřejné knihovny
Veřejné knihovny nabízí ideální podmínky pro vytvoření makerspace jakéhokoliv typu. Makerspace ve veřejných knihovnách spojuje různé typy lidí a vytváří rozmanité komunity. Všechny poskytují školení pro veřejnost. Příkladem makerspace může být např. veřejná knihovna The Charlotte Mecklenburg Public Library .

### Univerzitní knihovny
Makerspace v univerzitních knihovnách shromažďuje nejvíce technologie, které se dají aplikovat na kurikulum. Některé makerspace jsou otevřeny i pro širokou veřejnost, ne jenom pro studenty. Příklad makerspace v univerzitní knihovně je Case Western Reserve University’s Think Box .

### Mobilní Makerspace
Tento typ makerspace provozují více inovativní knihovny (ať už se jedná o univerzitní nebo veřejné). Mobilní makerspace nemusí mít fyzické místo. Technologie jsou doručeny na různé lokality. Mobilní makerspace nabízí technologie lidem, kteří by se k nim nemuseli jinak dostat. Ideální příklad mobilního makerspace STE(A)M Truck .

### Členské Makerspace
Členské makerspace fungují na příspěvcích z členství. Členové pak mají přístup k materiálům a technologiím. Tento model byl přijat i některými univerzitními knihovnami, aby měly možnost rozšířit své působení i pro veřejnost. Makerspace jsou financovány z členských příspěvků a často i z grantů, které slouží jako podpora specifických programů. Ideální příklad členského makerspace Artisans’s Asylum .

## Makerspace v ČR

### Makerspace Ústřední knihovnyFF MUNI
Makerspace Ústřední knihovny FF MUNI funguje na principu lekcí a workshopů, ty může absolvovat kdokoliv. Studenti a zaměstnanci Masarykovy univerzity dostanou po absolvování lekce přístup do makerspace.
Makerspace nabízí širokou škálu technologií, např.:
- 3D tiskárna,

- virtuální realita,
- šicí stroj,
- vyšívací stroj,
- řezací plotr,
- plackovač [6].

### MakerspaceFEL ZČU
Makerspace Západočeské univerzity v Plzni provozuje fakulta elektrotechnická. Součástí makerspace je elektrodílna, kde se nachází laboratorní přístroje a nástroje pro výpočetní techniku. K získání přístupu do makerspace je potřeba absolvovat školení, které probíhá každé první pondělí v měsíci.
Makerspace FEL ZUČ nabízí např.:
- velkoplošný laserový plotr,
- CNC frézku,
- laboratorní přístroje (např. oscilátory, generátory),
- 3D tiskárnu [7].

### Makerspace Next Zone
Makerspace Next Zone je ideální pro tvorbu prototypů v oblasti designu elektroniky a dalších hardwarových projektů. Celý makerspace je veden zkušenými mentory a studenty, ti poskytují worshopy na technologie i zakázkovou výrobu.
Některé z technologií v makerspace Next Zone:
- 3D tiskárny,
- CNC soustruh a frézka,
- fiber laser,
- CO2 laser [8].